# Det svarta skrinet och det röda
"Det svarta skrinet och det röda" (även "De två skrinen") är en svensk folksaga från södra Småland av typen Aarne-Thompson 480. Sagan har utgetts i en bearbetning av Fridtjuv Berg vilken illustrerats av Jenny Nyström.

## Handling
En stygg och illvillig änka, med en likasinnad dotter, gifter sig med en vänlig och beskedlig änkeman med en dotter. Mannen avlider senare och kvinnan knuffar ner hans dotter i gårdens brunn. Men flickan drunknar inte. Hon sjunker till brunnens botten, jorden öppnar sig och när hon vaknar ligger hon på en underjordisk äng. Hon söker arbete som lagårdspiga och sköter sina sysslor utmärkt. Hon är vänlig mot djuren som i gengäld hjälper henne i de prov som flickans matmoder ställer henne inför. När året är slut ber hon att få sluta sin tjänst. Matmodern erbjuder flickan att som lön för sitt arbete välja ett av tolv skrin i hennes vindskammare. På katternas inrådan väljer flickan det minsta, svarta, skrinet. Väl hemma på sin egen gård hänvisar hennes styvmor flickan att bo i hönshuset. Efter att ha städat hönshuset och ställt skrinet på sin plats öppnar hon det och finner att det är fullt av smycken av guld, pärlor och ädla stenar. Skrinet sprider även ett gyllene sken på väggar och tak och hönshuset blir grannare än den finaste kungasal.
Styvmodern knuffar då ner sin egen dotter i brunnen i hopp om att hon ska hämta hem ett ännu grannare skrin. Dottern får jobb på samma gård, men då hon inte behandlar djuren med samma vänlighet som sin styvsyster så hjälper de henne inte i matmoderns prov. Vid årets slut kräver hon sin lön och erbjuds att hämta ett skrin i vindskammaren. Utan hjälp från någon väljer hon det stora röda som är störst och grannast av alla. Hemma hos sin mor öppnar hon skrinet som innehåller ormar och paddor. En eldslåga från skrinet sätter huset i brand. Både styvmodern och hennes dotter brinner inne. Bara hönshuset och flickan klarar sig.